# 1972 (numero)
Millenovecentosettantadue (1972) è il numero naturale dopo il 1971 e prima del 1973.

## Proprietà matematiche
- È un numero pari.
- È un numero composto da 12 divisori: 1, 2, 4, 17, 29, 34, 58, 68, 116, 493, 986, 1972. Poiché la somma dei suoi divisori (escluso il numero stesso) è 1808 < 1972, è un numero difettivo.
- È un numero congruente.
- È un numero intoccabile.
- È un numero odioso.
- È parte delle terne pitagoriche (315, 1972, 1997), (528, 1900, 1972), (620, 1872, 1972), (928, 1740, 1972), (1104, 1972, 2260), (1360, 1428, 1972), (1479, 1972, 2465), (1972, 3075, 3653), (1972, 8265, 8497), (1972, 14229, 14365), (1972, 16704, 16820), (1972, 28560, 28628), (1972, 33495, 33553), (1972, 57171, 57205), (1972, 243045, 243053), (1972, 486096, 486100), (1972, 972195, 972197).

## Astronomia
- 1972 Yi Xing è un asteroide della fascia principale del sistema solare.

## Astronautica
- Cosmos 1972 è un satellite artificiale russo.